# M/S Isabelle X
M/S Isabelle X (före namnbyte M/S Isabella) är en kryssningsfärja ägd av Notamare Shipping Comapny Limited och är ett logementsfartyg för bridgemans Floatel LP. Fartyget byggdes hos Brodogradena Industrija, Split 1988, i Kroatien i det forna Jugoslavien. Fartyget har tre systerfartyg M/S Mega Victoria, M/S Gabriella och M/S Crown Seaways. Isabella konstruerades och ägdes av Viking Line fram till 2013 då hon såldes till Tallink och bytte namn till Isabelle. Viking Line planerade före försäljningen till Tallink att fartyget skulle gå mellan Helsingfors och Tallinn som dygnskryssare och för att framförallt öka antalet turer mellan städerna.  
Fartyget har ett maskineri på fyra Wärtsilä-Pielstick 12 PC2 6V-400e 6L46. Dieselmotorerna har en effekt på 24 000 kW.

## Historik
- M/S Isabella var det fjärde fartyget att ankomma den sjunkande M/S Estonia den 28 september 1994.

- Några dagar före jul år 2001 gick Isabella på grund utanför Långnäs under en resa från Åbo till Stockholm.[2]

- Den 4-5 mars 2010: Isabella fastnade i isen nära ön Tjärven i Stockholms skärgård nära Kapellskär.[3][4] Fartyget kom loss på kvällen.[5]

- Den 15 januari 2013 blev M/S Isabella ersatt av Viking Lines nybygge M/S Viking Grace.[6][7]

- Planerades att sättas in på rutten Tallinn-Helsingfors från 6 maj 2013.[8][9] Isabella kommer där att konkurrera med Tallinks M/S Silja Europa som trafikerar rutten sedan januari 2013.[10]

- Den 5 april 2013 meddelades att M/S Isabella sålts till Tallink Silja. [11]

- Den 22 april 2013: Isabella bytte namn till M/S Isabelle och får lettisk flagg.

- Dn 6 maj 2013: Insatt mellan Stockholm och Riga för Tallink och ersätter M/S Silja Festival på rutten.

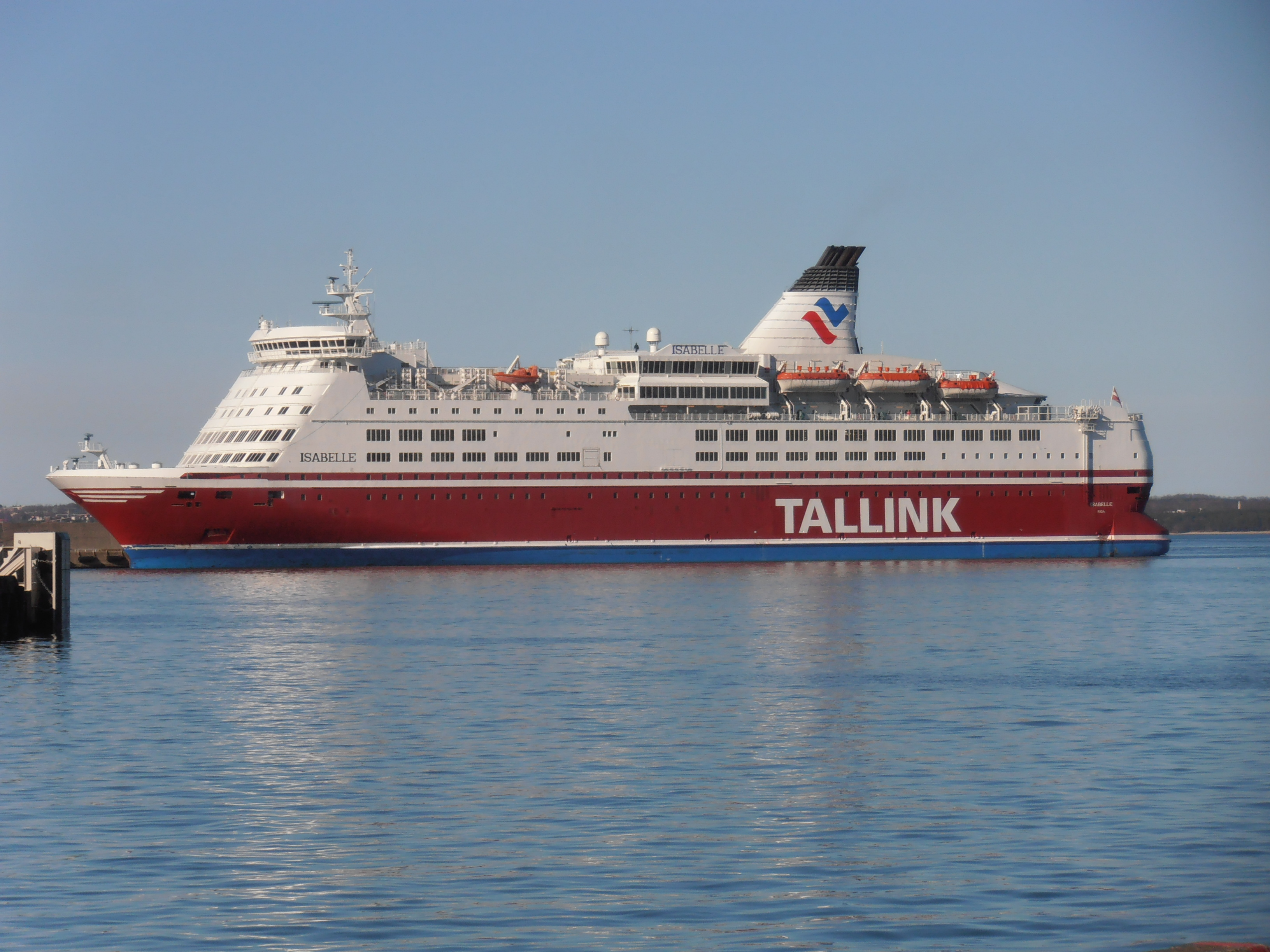
M/S Isabelle i Tallinn 2013.

## Trafikerade linjer

### För Viking Line
- 4 juli 1989 - 12 augusti 1989: Stockholm-Nådendal
- 13 augusti 1989 - juni 1990: Helsingfors-Muuga
- juni 1990 - augusti 1990: Stockholm-Nådendal
- augusti 1990 - 31 maj 1991: Helsingfors-Muuga
- 1 juni 1991 - augusti 1991: Stockholm-Nådendal
- augusti 1991 - 15 juni 1992: Helsingfors-Tallinn
- 16 juni 1992 - augusti 1992: Stockholm-Nådendal
- augusti 1992 - 5 september 1994: Helsingfors-Tallinn
- 6 september 1994 - 18 april 1997: Stockholm-Helsingfors
- 19 april 1997 - 18 augusti 2000: Stockholm-Mariehamn-Åbo
- 19 augusti 2000 - 5 oktober 2000: Stockholm-Mariehamn-Helsingfors
- 6 oktober 2000 - 5 maj 2003: Stockholm-Mariehamn/Långnäs-Åbo
- 6 maj 2003 - 15 juni 2003: Stockholm-Mariehamn-Helsingfors
- 16 juni 2003 - 11 februari 2013 : Stockholm-Mariehamn/Långnäs-Åbo

### För Tallink
- 6 maj 2013 - : Stockholm-Riga
- 7 juni 2020 - : Kapellskär-Paldiski
- 12 juli 2020 - : Stockholm-Paldiski